# علاء الدين رعاية شاه (سلطان فهغ)
السلطان علاء الدين رعاية شاه بن السلطان عبد الغفور محي الدين شاه كان السلطان الثالث عشر في فهغ الذي حكم من 1614 إلى 1615. واستولى على العرش بعد أن قتل والده عبد الغفور محي الدين شاه وأخيه الوريث راجا عبد الله. توقيعه على معاهدة مرفقة بختمه محفوظ في الأرشيف الوطني البرتغالي في لشبونة. دخل في علاقات مع ملقا البرتغالية في 16 أغسطس 1614. وكان اسمه غير معروف للمؤرخين قبل اكتشاف هذا التوقيع، ويُعتبر ختمه أقدم ختم معروف في شبه جزيرة ملايو. 
في 1615 غزت سلطنة آتشيه بقيادة إسكندر مودا ولاية فهغ، مما اضطر علاء الدين شاه إلى التراجع إلى الداخل وواجه عدة هجمات أخرى من قبل آتشيه في 1617 و1635 و1638 ومن جوهر في 1638 حتى استطاع عبد الجليل شاه الثالث ضم فهغ إلى سلطنة جوهر.